# 권예영
권예영(1993년 12월 23일 ~ )은 대한민국의 배우이다. 미국에서 태어나 푸른영어 CF로 데뷔했다. 워드 서커스라는 프로그램에서 주연을 맡았으며 현재는 유엔사령부 의장대 중위로 근무하고 있다.

## 출연 작품

### CF
- 푸른영어 CF

### 영화
- 친절한 금자씨

### 방송
- 워드 서커스
- TV 유치원 1 2 3
- 재능 방송